# San Gaspare del Bufalo
San Gaspare del Bufalo é uma igreja de Roma localizada na Via Rocca di Papa, no quartiere Tuscolano. É dedicada a São Gaspare del Bufalo, fundador da congregação dos Missionários do Preciosíssimo Sangue.

## História
Esta igreja foi construída com base num projeto do arquiteto Pier Luigi Nervi entre 1976 e 1981 e foi solenemente consagrada pelo cardeal Ugo Poletti em 24 de outubro deste último. Como relembra uma lápide afixada na igreja, o papa São João Paulo II visitou-a logo em seguida, em 6 de dezembro, poucos meses depois do atentado à sua vida.
San Gaspare é sede de uma paróquia criada em 19 de março de 1961 através do decreto Cum in regione do cardeal-vigário Luigi Traglia, quando foi entregue aos sacerdotes da congregação dos Missionários do Preciosíssimo Sangue, proprietários do edifício. Quando a igreja foi construída, 20 anos depois, ela foi dedicada ao fundador da ordem, São Gaspare del Bufalo. A sede da congregação fica em Santa Maria in Trivio.

## Descrição
A igreja, em concreto armado aparente, tem planta quadrada e a entrada principal está localizada em um de seus vértices. O telhado da pirâmide é feito de cobre com juntas moldadas também em cobre. Na entrada está uma estátua de São Gaspare, titular da igreja. O baixo campanário é composto por sete pilares de concreto armado que sustentam os sinos e está separado do corpo principal da igreja.
No interior, o piso é ligeiramente descendente na direção do altar e os bancos estão dispostos num semicírculo. No altar maior está um tríptico de bronze de Raoul Vistoli representando "Jesus crucificado com Maria e São Gaspare"; atrás está um vitral multicolorido com representações dos símbolos da Eucaristia, o pão e o vinho. É notável também o conjunto da "Via Crúcis", uma obra em bronze do sacerdote franciscano Andrea Martini, cujas cenas se sucedem, sem nenhuma tentativa de continuidade, ao longo das paredes do edifício: o esboços em fibra de vidro estão expostos na igreja de San Frumenzio ai Prati Fiscali. Ao lado do presbitério está a capela do Santíssimo Sacramento, de planta octogonal, dominada por uma grade peça em cerâmica representando São Gaspare.

## Oratório
A igreja também conta com um oratório, que fica diretamente na frente dela e dispõe de uma quadra de basquete e duas de futebol de salão, tudo de uso público. Além disto, o oratório conta ainda com um pequeno playground para crianças.